# Digitalno kartiranje
Digitalno kartiranje (digitalna kartografija) je zbiranje podatkov, njihova obdelava in oblikovanje za potrebe virtualne predstavitve. Osnovna funkcije je izdelovanje zemljevidov, ki zagotavljajo natančno predstavitev specifičnega območja. Digitalna kartografija nam tako podrobno opisuje glavne cestne arterije in druge zanimive točke. Tehnologija omogoča tudi izračun razdalj med dvema izbranima točkama. Digitalno kartiranje lahko najdemo v različnih računalniških aplikacijah. Glavno uporabo teh zemljevidov predstavlja GPS satelitsko omrežje, ki se uporablja v standardnih navigacijskih sistemih.
Področje digitalne kartografije se vse bolj povezuje in združuje z ostalimi podatki, kar se vedno bolj uporablja za razvijanje in zagon različnih platform. Primer tega so različne aplikacije za turistično vodenje.
Dostop do geolociranih informacij, ki uporabnika v danem trenutku zanimajo, je zelo hiter in preprost. Pri uporabi teh informacij je treba upoštevati, da gredo ti rezultati iskanj čez avtomatična filtriranja in rangiranja in običajno pokažejo le to, kar računalniški algoritem oceni, da bi uporabnika utegnilo zanimati.